# Aleksandr Vladimirovič Basov
Aleksandr Vladimirovič Basov in russo Александр Владимирович Басов? (Mosca, 16 settembre 1965) è un regista, attore e sceneggiatore russo.
È figlio del famoso attore/regista Vladimir Pavlovič Basov e dell'attrice Valentina Antipovna Titova.